# جايسون كاسترو
جايسون كاسترو (بالإنجليزية: Jason Castro)‏ هو موسيقي ومغني ومغن مؤلف وعازف قيثارة أمريكي، ولد في 25 مارس 1987 في دالاس في الولايات المتحدة.

## وصلات خارجية
- جايسون كاسترو على موقع IMDb (الإنجليزية)
- جايسون كاسترو على موقع ميوزك برينز (الإنجليزية)
- جايسون كاسترو على موقع أول موفي (الإنجليزية)
- جايسون كاسترو على موقع ديسكوغز (الإنجليزية)
- جايسون كاسترو على موقع قاعدة بيانات الفيلم (الإنجليزية)
- جايسون كاسترو على موقع كينوبويسك (الروسية)